# Pilopogon peruvianus
Pilopogon peruvianus là một loài Rêu trong họ Dicranaceae. Loài này được (R.S. Williams) J.-P. Frahm miêu tả khoa học đầu tiên năm 1983.